# Fertigungstechnik

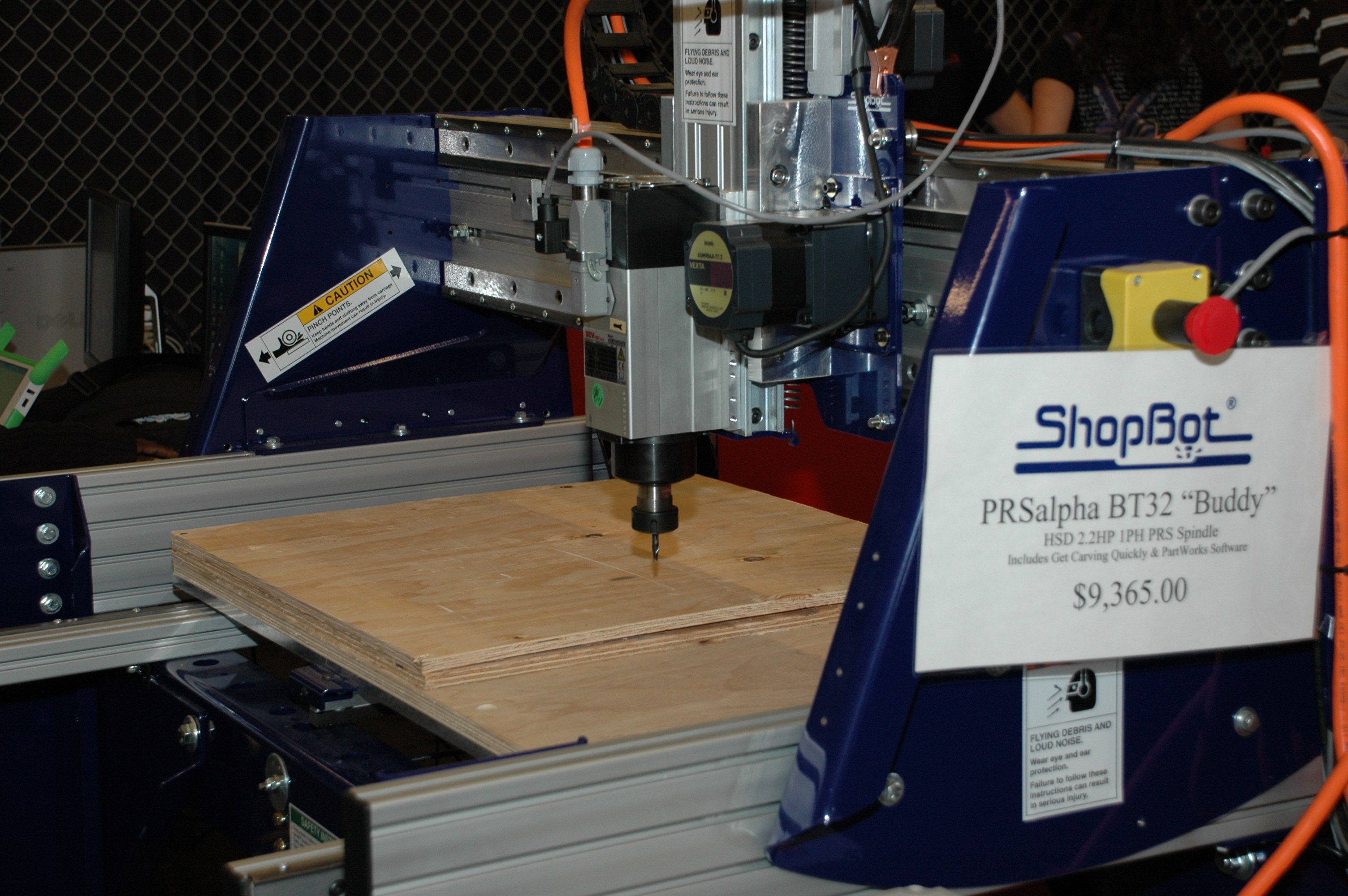
Fertigung von Möbelbauteilen: das Bohren von Holzplatten mit einer mittelgroßen Portalbohrmaschine

Fertigungstechnik ist ein Gebiet der Produktionstechnik und des Maschinenbaus. Sie ist die Lehre von der (wirtschaftlichen) Herstellung von Werkstücken und anderen geometrisch definierten festen Körpern (Stückgütern).
Ausgangspunkt sind dabei die Konstruktionsunterlagen, die die Form der Werkstücke, die zulässigen Maß- und Formabweichungen (sogenannte Toleranzen), die Oberflächenrauheit und den Werkstoff festlegen, sowie die zu verwendenden Mess- und Prüfmittel. In der Fertigungstechnik werden somit immer Stückgüter hergestellt. Dabei kann es sich um Produkte für den Endverbraucher handeln oder um welche, die noch weiterverarbeitet werden müssen wie Bleche.
Zentraler Betrachtungsgegenstand der Fertigungstechnik sind die zahlreichen Fertigungsverfahren, die in der DIN 8580 zu Hauptgruppen und Gruppen zusammengefasst werden. Weitere Teilgebiete sind Werkzeugmaschinen, die Werkzeuge, die Fertigungsmesstechnik, die Fertigungsplanung und -steuerung, die Organisationsformen der Fertigung wie die Werkstattfertigung oder die Serienfertigung und das Qualitätsmanagement. Grenzgebiete zu nahestehenden Wissenschaften sind die Logistik (insbesondere die Produktionslogistik), die Fabrikplanung und die Fertigungswirtschaft.

## Geschichte
Die Fertigungstechnik beeinflusst die Wandlung eines Werkstücks vom Rohzustand bis zum Fertigungszustand. Insofern ist ihre Geschichte so alt wie die Menschheit. Jedoch erst seit dem Beginn der industriellen Revolution Mitte des 18. Jahrhunderts wurde die Fertigungstechnik mit wissenschaftlichen Methoden untersucht.
Aus der Steinzeit sind viele zerspanende Verfahren wie Sägen, Bohren und Schleifen bekannt. In der Bronzezeit kamen das Schmieden, Gießen und Feuerschweißen hinzu. Ab der Industrialisierung wurden Werkzeugmaschinen gebaut, die bekannte Verfahren maschinisierten oder neue wie das Fräsen erst ermöglichten. Die meisten Schweißverfahren stammen aus dem 20. Jahrhundert.
Johann Beckmann begründete die allgemeine technologische Wissenschaft. Er führte den Begriff Technologie schon 1769 ein. Frederick Winslow Taylor verwendete um 1900 den Begriff Betriebswissenschaft und begründete den Taylorismus. Henry Ford setzte mit der Fließbandfertigung auf Typisierung und Massenfertigung.
Im 20. Jahrhundert wurden viele Fertigungsverfahren und die zugehörigen Maschinen immer häufiger mit wissenschaftlichen Methoden weiterentwickelt. Dazu zählt beispielsweise das Laser- und Wasserstrahlschneiden, das Laser- und Elektronenstrahlschweißen, das 3D-Drucken, das Präzisionsschmieden, das Thixogießen, CNC-gesteuerte Maschinen. Seit der Wende zum 21. Jahrhundert spielen auch wieder vermehrt Organisation und Informationstechnik eine Rolle wie in der Industrie 4.0, der Digitalen Fabrik, dem Lean Manufacturing oder dem Mass Customization.

## Grundbegriffe
- Fertigungsverfahren: Verfahren zur Herstellung geometrisch bestimmter fester Körper
- Werkstück: Einzelteil eines technischen Gebildes in der Fertigung
- Wirkmedium: formloser, fester, flüssiger oder gasförmiger Stoff, der durch verschiedene Energieformen sowie durch chemische Reaktionen Veränderungen am Werkstück hervorruft
- Wirkpaar: gebildet aus Werkstücken einerseits und Werkzeug beziehungsweise Wirkmedium/-medien andererseits

## Die Hauptgruppen der Fertigungsverfahren
- Urformen: Es wird ein fester Körper aus formlosem Stoff (flüssig, pulvriger Rohstoff oder plastische Masse) durch Herstellen des Zusammenhalts geschaffen, z. B. durch Gießen, Sintern, Brennen oder Backen.
- Umformen: Umformen ist das Fertigen durch bildsames (plastisches) Ändern der Form eines Körpers, ohne dass die Werkstoffmenge geändert wird, z. B. durch Biegen, Schmieden, Tiefziehen, Pressen, Drücken oder Walzen.
- Trennen: das Ändern der Form eines festen Körpers, in dem der Zusammenhalt örtlich aufgehoben wird, z. B. durch Zerteilen, Spanen oder Abtragen
- Fügen: das Einbringen von zuvor getrennten Werkstücken in eine feste Verbindung an dafür vorgesehenen Fügestellen, z. B. durch Schweißen, Löten, Schrauben, Nieten oder Kleben
- Beschichten: das Aufbringen einer fest haftenden Schicht eines formlosen Stoffs auf das Werkstück, z. B. Lackieren, Galvanisieren, Pulverbeschichten, Feuerverzinken.
- Stoffeigenschaften ändern: das Verändern der Stoffeigenschaften, aus dem ein Werkstück besteht, z. B. Härten und Magnetisieren.